# 4bia
4bia è un film horror thailandese diviso in quattro episodi analoghi prodotto dalla Thailandia nel 2008.

## Trama
Solitudine: Pin, una giovane ragazza, non può più lavorare per via di un incidente, dove viene ferita al piede. Passa tutto il giorno dentro casa, ignorando la padrona del condominio che bussa sempre alla sua porta per il pagamento della retta mensile, che non può pagare. L'unica amica che ha mai avuto è sposata, e sta quasi sempre con il fidanzato, col quale è in procinto di sposarsi suscitando la gelosia della ragazza che ha appena lasciato il suo fidanzato. Un giorno, gli arriva un messaggio sul cellulare di un ragazzo sconosciuto. I due parlano, e pian piano, Pin prende una cotta per lo sconosciuto, ma questo si rivela molto misterioso. Lo sconosciuto manda strani messaggi a Pin, la quale scopre, che in realtà è un fantasma in cerca di vendetta. Il fantasma la uccide, e si rivela essere il ragazzo morto durante l'incidente provocato dalla stessa Pin tempo addietro.
Occhio per occhio: Ngid, è un ragazzo nerd thailandese spesso vittima di bullismo da parte di alcuni ragazzi che frequentano la medesima scuola. Un giorno, l'oppresso effettua un rituale di magia nera che gli fa diventare rossi gli occhi. Si dirige poi dai bulli, che lo guardano uno dopo l'altro, ma accidentalmente lo scaraventano dalla finestra, uccidendolo. Rimangono comunque fregati quando scoprono che lo scopo dell'incantesimo era di guardare negli occhi coloro che si intendeva uccidere. Così i bulli muoiono uno dopo l'altro, uccisi dal fantasma vendicativo del ragazzo. Pink l'ultima rimasta, viene soccorsa dalla polizia, che non crede alla sua versione. Quando il detective va via dalla camera dell'interrogatorio, la ragazza viene aggredita dal fantasma, e per non farsi uccidere, si cava gli occhi.
Quello in mezzo: Questo episodio è molto diverso da tutti gli altri, visto che non narra di alcuna vendetta, ma sembra che assomigli di più a una commedia. Tre amici, vanno in campeggio in un bosco, dove, per passare il tempo parlano di film horror. Uno dei tre, quando stanno andando a dormire, dice che stare nella posizione centrale è più sicuro. Il giorno dopo, uno dei tre scompare, e riappare sotto forma di spirito. Gli altri due notano questo strano comportamento e cercano di scappare e di ucciderlo, rimandandolo nell'aldilà. Tuttavia, falliscono. Anzi, scoprono che anche loro sono in realtà fantasmi, e che il loro amico cercava semplicemente di non farglielo sapere. Capito quello che è successo in realtà, i due si scusano con l'amico, dicendo che la loro amicizia ora durerà in eterno.
L'ultima notte: Pim, una giovane hostess, riceve un incarico molto semplice: scortare la principessa Sophia fino alla sua città natale. In realtà, l'incarico è molto più difficile di quello che sembra visto che la ragazza, ha una relazione con il marito della principessa. Sophia, sembra sapere tutto, grazie a un investigatore privato che li ha fotografati mentre si baciavano di nascosto. Quindi, non esita a umiliare più e più volte l'hostess e dirle che nel suo paese, colei o colui che dorme con un uomo sposato, viene umiliato pubblicamente, privato di ogni vestito e costretto a baciare i piedi del marito o sposa di colei con cui ha dormito. Appena Sophia arriva nel suo paese natale, muore misteriosamente. Pim, viene messa sotto questura, ma nel viaggio di ritorno, quando viene trasportato il cadavere della principessa, incominciano ad accadere strani eventi che turbano particolarmente la ragazza. L'hostess non viene creduta dal pilota, che la lega a una sedia, dove viene successivamente uccisa dal fantasma della principessa. Il giorno dopo, il pilota dell'aereo trova il cadavere di Pim, disteso vicino ai piedi di Sophia.